# قديموت
قديموت، بالعبرية: "קְדֵמוֹת": وهي مدينة في المقاطعة الواقعة شرقي البحر الميت في مجرى وادي ارنون الأعلى. كانت أولًا لسبط رأوبين (يشوع 13: 18) ثم أعطيت لللاويين من عشيرة مراري>